# Szaturnusz-díj a legjobb televíziós sci-fi-sorozatnak
A legjobb televíziós sci-fi-sorozatnak járó Szaturnusz-díjat évente adja át az Academy of Science Fiction, Fantasy & Horror Films szervezet, a 2016-os, 42. díjátadó óta.
A legtöbb díjat, eddig két alkalommal a Westworld és a Star Trek: Discovery című sorozat nyerte el. 
A legtöbb jelölést – öt alkalommal – A Térség című sorozat szerezte.
A 47. díjátadón ketté választották: kábel/hálózat-ra és streaming-re.

## Győztesek és jelöltek
(MEGJEGYZÉS: Az Év oszlop az adott sorozat értékeléséül szolgáló évre utal, a tényleges díjátadó ceremóniát a következő évben rendezték meg.)
A győzteseket félkövér betűtípus és kék háttérszín jelzi.

### 2010-es évek
| Év                                | Magyar cím                        | Eredeti cím          |
| --------------------------------- | --------------------------------- | -------------------- |
| 2015 (42. díjátadó)               | Continuum                         | Continuum            |
| 2015 (42. díjátadó)               | A visszatérők                     | The 100              |
| 2015 (42. díjátadó)               | Kolónia                           | Colony               |
| 2015 (42. díjátadó)               | Ki vagy, doki?                    | Doctor Who           |
| 2015 (42. díjátadó)               | A Térség                          | The Expanse          |
| 2015 (42. díjátadó)               | Wayward Pines                     | Wayward Pines        |
| 2015 (42. díjátadó)               | X-akták                           | The X-Files          |
| 2016 (43. díjátadó)               | Westworld                         | Westworld            |
| 2016 (43. díjátadó)               | A visszatérők                     | The 100              |
| 2016 (43. díjátadó)               | Kolónia                           | Colony               |
| 2016 (43. díjátadó)               | A Térség                          | The Expanse          |
| 2016 (43. díjátadó)               | Falling Water                     |                      |
| 2016 (43. díjátadó)               | Incorporated                      |                      |
| 2016 (43. díjátadó)               | Időutazók                         | Timeless             |
| 2017 (44. díjátadó)               | Az Orville: Új horizontok         | The Orville          |
| 2017 (44. díjátadó)               | A visszatérők                     | The 100              |
| 2017 (44. díjátadó)               | Kolónia                           | Colony               |
| 2017 (44. díjátadó)               | Ki vagy, doki?                    | Doctor Who           |
| 2017 (44. díjátadó)               | A Térség                          | The Expanse          |
| 2017 (44. díjátadó)               | Salvation                         |                      |
| 2017 (44. díjátadó)               | X-akták                           | The X-Files          |
| 2018/2019 (45. díjátadó)          |                                   |                      |
| Kábel / Hálózat                   |                                   |                      |
| Westworld                         | Westworld                         |                      |
| Képmás                            | Counterpart                       |                      |
| A visszatérők                     | The 100                           |                      |
| Ki vagy, doki?                    | Doctor Who                        |                      |
| Krypton                           | Krypton                           |                      |
| Manifest                          | Manifest                          |                      |
|                                   | Roswell, New Mexico               |                      |
| Streaming                         |                                   |                      |
| Star Trek: Discovery              | Star Trek: Discovery              |                      |
| Fekete tükör                      | Black Mirror                      |                      |
| A Térség                          | The Expanse                       |                      |
| Elveszett próféciák               | Good Omens                        |                      |
| Jack Ryan                         | Jack Ryan                         |                      |
| Lost in Space – Elveszve az űrben | Lost in Space                     |                      |
| Végtelen matrjoska                | Russian Doll                      |                      |
| 2019/2020 (46. díjátadó)          | Star Trek: Discovery              | Star Trek: Discovery |
| 2019/2020 (46. díjátadó)          | Lost in Space – Elveszve az űrben | Lost ín Space        |
| 2019/2020 (46. díjátadó)          | Pandora                           |                      |
| 2019/2020 (46. díjátadó)          | Ki vagy, doki?                    | Doctor Who           |
| 2019/2020 (46. díjátadó)          | A farkas gyermekei                | Raised ha Wolves     |
| 2019/2020 (46. díjátadó)          | Star Trek: Picard                 | Star Trek: Picard    |
| 2019/2020 (46. díjátadó)          | Westworld                         | Westworld            |

### 2020-as évek
| Év                       | Magyar cím                        | Eredeti cím                   | Adó                |
| ------------------------ | --------------------------------- | ----------------------------- | ------------------ |
| 2021/2022 (50. díjátadó) | Kábel / Hálózat                   | Kábel / Hálózat               | Kábel / Hálózat    |
| 2021/2022 (50. díjátadó) | Superman és Lois                  | Superman & Lois               | The CW             |
| 2021/2022 (50. díjátadó) | Flash – A Villám                  | The Flash                     | The CW             |
| 2021/2022 (50. díjátadó) | Supergirl                         | Supergirl                     | The CW             |
| 2021/2022 (50. díjátadó) |                                   | The Man Who Fell to Earth     | Showtime           |
| 2021/2022 (50. díjátadó) |                                   | Resident Alien                | SyFy               |
| 2021/2022 (50. díjátadó) | Westworld                         | Westworld                     | HBO                |
| 2021/2022 (50. díjátadó) | Streaming                         |                               |                    |
| 2021/2022 (50. díjátadó) | Star Trek: Különös új világok     | Star Trek: Strange New Worlds | Paramount+         |
| 2021/2022 (50. díjátadó) | A Térség                          | The Expanse                   | Amazon Prime Video |
| 2021/2022 (50. díjátadó) | For All Mankind                   | For All Mankind               | Apple TV+          |
| 2021/2022 (50. díjátadó) | Lost in Space – Elveszve az űrben | Lost in Space                 | Netflix            |
| 2021/2022 (50. díjátadó) | A Mandalóri                       | The Mandalorian               | Disney+            |
| 2021/2022 (50. díjátadó) | Az Orville: Új horizontok         | The Orville: New Horizons     | Hulu               |
| 2021/2022 (50. díjátadó) | Star Trek: Discovery              | Star Trek: Discovery          | Paramount+         |
| 2022/2023 (51. díjátadó) | Star Trek: Picard                 | Star Trek: Picard             | Paramount+         |
| 2022/2023 (51. díjátadó) | Andor                             | Andor                         | Disney+            |
| 2022/2023 (51. díjátadó) | Alapítvány                        | Foundation                    | Apple TV+          |
| 2022/2023 (51. díjátadó) | A Mandalóri                       | The Mandalorian               | Disney+            |
| 2022/2023 (51. díjátadó) | A periféria                       | The Peripheral                | Amazon Prime Video |
| 2022/2023 (51. díjátadó) | A siló                            | Silo                          | Apple TV+          |
| 2022/2023 (51. díjátadó) | Star Trek: Különös új világok     | Star Trek: Strange New Worlds | Paramount+         |
| 2023/2024 (52. díjátadó) | Fallout                           | Fallout                       | Prime Video        |
| 2023/2024 (52. díjátadó) | A 3-test-probléma                 | 3 Body Problem                | Netflix            |
| 2023/2024 (52. díjátadó) | Ahsoka                            | Ahsoka                        | Disney+            |
| 2023/2024 (52. díjátadó) |                                   | The Ark                       | SyFy               |
| 2023/2024 (52. díjátadó) | Sötét anyag                       | Dark Matter                   | Apple TV+          |
| 2023/2024 (52. díjátadó) | Star Trek: Discovery              | Star Trek: Discovery          | Paramount+         |

## Rekordok

### Többszörös győzelmek
két győzelem
- Westworld
- Star Trek: Discovery

### Többszörös jelölések
öt jelölés
- A Térség

négy jelölés
- Ki vagy, doki?
- A visszatérők
- Star Trek: Discovery
- Westworld

három jelölés
- Kolónia
- Lost in Space – Elveszve az űrben

két jelölés
- A Mandalóri
- Az Orville: Új horizontok
- Star Trek: Picard
- Star Trek: Különös új világok
- X-akták

## Fordítás
- Ez a szócikk részben vagy egészben  a   Saturn Award for Best Science Fiction Television Series című angol Wikipédia-szócikk fordításán alapul.  Az eredeti cikk szerkesztőit annak laptörténete sorolja fel. Ez a jelzés csupán a megfogalmazás eredetét és a szerzői jogokat jelzi, nem szolgál a cikkben szereplő információk forrásmegjelöléseként.